# Thorpe (North Yorkshire)
Thorpe is een civil parish in het bestuurlijke gebied Craven, in het Engelse graafschap North Yorkshire.